# Heinrich Vietor

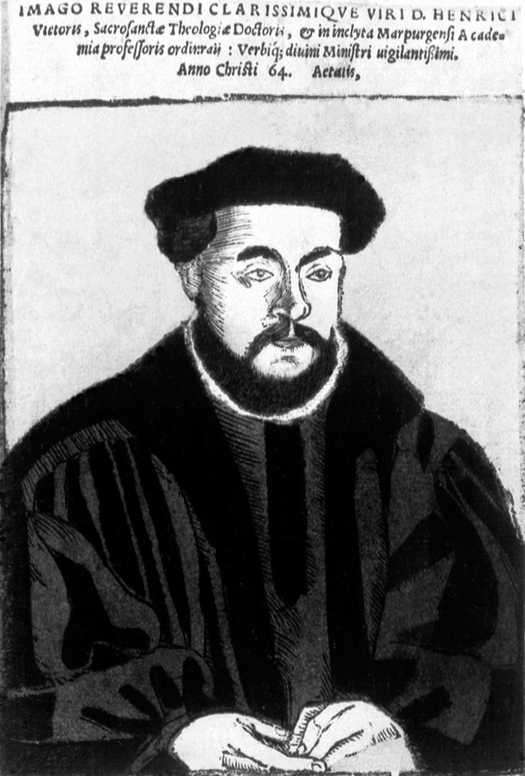
Porträt von um 1565, vermutlich von Georg Thomas

Heinrich Vietor (eigentlich Heinrich Bender, auch Heinrich Bänder; * in Friedberg; † 7. Januar 1576 in Marburg) war ein deutscher lutherischer Geistlicher, Theologe und Hochschullehrer.

## Leben
Vietor war der Sohn des Matthäus Bänder. Seine frühe Ausbildung ist wie sein Geburtstag unbekannt. Zum Studium der Philosophie und Theologie, das er durch die Unterstützung des Magistrats seiner Heimatstadt aufnehmen konnte, wurde er am 31. Mai 1550 an der Universität Marburg immatrikuliert. 1553 erlangte er dort den Magistergrad. Spätestens ab 1557 wirkte er als Prediger in Friedberg, andere Rufe nahm er aufgrund der Verpflichtungen gegenüber dem Magistrat in Friedberg nicht an. Dort wurde ihm außerdem die Aufsicht über die Schulen übertragen. Er verfasste für diese neue Ordnungen. 
Vietor kam im Dezember 1561 nach Marburg. Dort trat er eine Stelle als Professor der Dialektik an und wurde zugleich Prediger der örtlichen Gemeinde. Daneben wurde er Ephorus der Hessischen Stipendiatenanstalt. Dieses Amt hatte er bis Januar 1564 inne. Im September 1563 wurde er Professor der Theologie in Marburg. Am 15. Mai 1564 erfolgte schließlich unter Dietrich Schnepf seine Promotion zum Doktor der Theologie. 1563/1564 leitete er als Dekan die Philosophische Fakultät und 1566/1567, 1570/1571 sowie 1574/1575 als Rektor die Universität.
Vietor blieb, als die Universität 1575 wegen der Pest nach Frankenberg verlegt wurde, bei seiner Gemeinde und starb in der Folge selbst an der Seuche. Er galt als guter Kanzelredner.

## Werke (Auswahl)
- De Sabbato sanctificando, Marburg 1564.
- Commentatio ad Danielem prophetam. Praefatus est in Andr. Hyperii varia Opuscula theol, Basel 1570.